# Le Rocher du diable
Pour plus de détails, voir Fiche technique et Distribution.
Le Rocher du diable (Drums in the Deep South) est un film américain réalisé par William Cameron Menzies, sorti en 1951.

## Synopsis
Deux amis de promotion à West Point se retrouvent dans les camps opposés au moment de la guerre de Sécession, le major Clay Clayburn côté sudiste et le major Will Denning côté nordiste ; de plus, ils sont rivaux en amour auprès de Kathy Summers. Clay et un groupe de soldats prennent position au « Rocher du diable », où leur mission est de stopper un train d'approvisionnement nordiste...

## Fiche technique
- Titre : Le Rocher du diable
- Titre original : Drums in the Deep South
- Réalisation et création des décors : William Cameron Menzies
- Scénario : Philip Yordan et Sidney Harmon, d'après une histoire d'Hollister Noble
- Musique (et direction musicale) : Dimitri Tiomkin
- Directeur de la photographie : Lionel Lindon
- Directeur artistique : Frank Sylos
- Décors de plateau : George Sawley
- Costumes : Jay Morley
- Réalisateur de seconde équipe : B. Reeves Eason
- Directeur des dialogues : Rodney Amateau
- Montage : Richard Heermance
- Producteurs : Frank et Maurice King
- Compagnie de production : King Brothers Productions
- Compagnie de distribution : RKO Pictures
- Genre : Drame, historique, romance, guerre et western
- Couleur (en Supercinecolor) - 87 min
- Sortie aux  États-Unis en septembre 1951

## Distribution
- James Craig : Major Clay Clayburn
- Barbara Payton : Kathy Summers
- Guy Madison : Major Will Denning

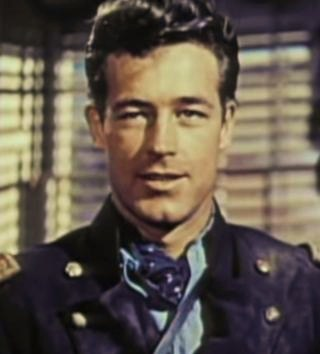
Guy Madison

- Barton MacLane : Sergent Mac McCardle
- Robert Osterloh : Sergent Harper
- Tom Fadden : Purdy
- Robert Easton : Jerry
- Louis Jean Heydt : Colonel House
- Craig Stevens : Colonel Braxton Summers
- Taylor Holmes : Albert Monroe
- Lewis Martin : Général Johnston
- Peter Brocco : Caporal de l'Union
- Dan White : Caporal Jennings
- Myron Healey : Lieutenant de l'Union
- Steve Pendleton : Capitaine Travis